# ジョン・キッド (化学者)

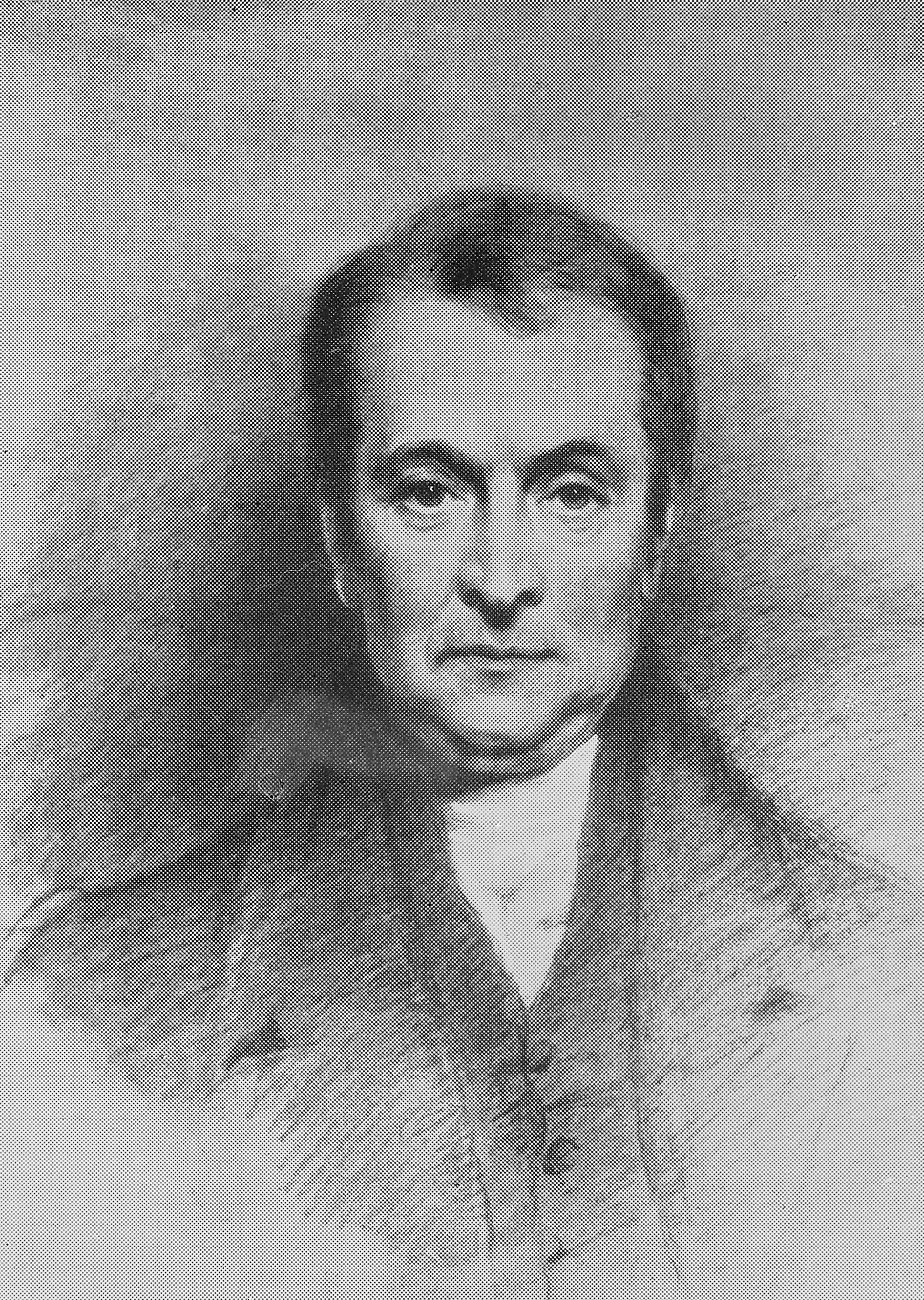
ジョン・キッド

ジョン・キッド（John Kidd、1775年9月10日 - 1851年9月7日）はイギリスの医師、化学者（薬学者）、地質学者である。

## 略歴
ロンドンのウェストミンスターに、海軍士官の息子に生まれた。オクスフォード大学のクライスト・チャーチを1974年に卒業した。ロンドンのガイズ病院で有名な外科医、アストリー・クーパー（Astley Cooper）のもとで、医学を学んだ。1800年にM.D.を受け、1801年に医学の学位、M.B.を得た。1801年にオックスフォード大学の化学の准教授（reader）となり、1803年に教授となった。化学の他に、当時オクスフォードでは教えられていなかった地質学、鉱物学をアシュモレアン博物館の地下通路で自主的に教えた。キッドに地質学を学んだ学生には、チャールズ・ダウベニーやウィリアム・バックランドらがいた。1818年に英国内科医師会（Royal College of Physicians）のフェローに選ばれた。オクスフォードの病院の院長も務め、1822年からオクスフォード大学の医学の教授に任じられた。1822年に王立協会のフェローに選ばれた。1834年にラドクリー・フライブラリーの学芸員（keeper）も務めた。
1656年から毎年行われている英国内科医師会のハーヴィ講演（Harveian Oration）の1863年の講師に選ばれた。
化学の分野では1819年に、コールタールを蒸留して得られたナフタレンの性質を研究し、命名するなどの業績をあげた。
自然神学の立場にたつ学者で、科学史学者のミルトン・ミルハウザー（Milton Millhauser)によれば、「キッドは著書、『地球の理論の不完全な証拠に関する地質学エッセー』の中で、観測の科学は、原因に対する推論の確かさを得ることができず、結果的に理論的な地質学は啓示のような明白な権威に対抗することはできないと主張した。」とされる。（"Kidd argued in his book A Geological Essay on the Imperfect Evidences in Support of a Theory of the Earth, on philosophical grounds, that a science of observation cannot claim certainty for its inferences as to causes, and that consequently theoretical geology cannot stand against an indisputable authority such as revelation." ）

## 著作
- Outlines of Mineralogy, 2 Bände, 1809
- A Geological Essay on the Imperfect Evidence in Support of a Theory of the Earth. 1815
- On the Adaptation of External Nature to the Physical Condition of Man. 1833 (ブリッジウォータートリーティーズの一冊）